# Дарія Касперська
Дарія Касперська (пол. Daria Kasperska; нар. 27 вересня 1983, Польща) — польська футболістка, захисниця. Виступала за національну збірну Польщі.

## Клубна кар'єра
Футбольну кар'єру розпочала в «Чарні» (Сосновець), у футболці якого в сезоні 2004/05 років ставала фіналісткою кубку Польщі. У 2005 році перейшла до «Гола» (Ченстохова), а наступного року — до «Унії» (Ратибор). У 2010 році захищала кольори щецинської «Унії».

## Кар'єра в збірній
У футболці національної збірної Польщі дебютувала 27 березня 2004 року. Загалом за збірну провела 15 матчів, у тому числі й у кваліфікації чемпіонату світу 2007 року (3 матчі), а також у кваліфікації чемпіонату Європи 2005 та 2009 року.